# Joseph Boehm
Joseph Edgar Boehm (6 de julio de 1834 - 12 de diciembre de 1890) fue un medallista y escultor nacido en Viena y activo en Inglaterra. 
Es conocido principalmente, por haber modelado la cabeza de la Reina Victoria de Inglaterra presentes en las piezas de dos libras de 1887, y la estatua del Primer duque de Wellington situada en el Hyde Park Corner de Londres. 

## Biografía

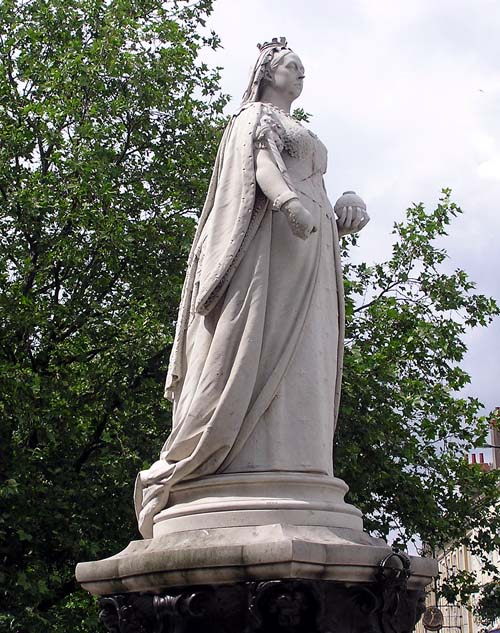
Estatua de la Reina Victoria de Inglaterra en el College Green de Bristol.

Boehm nació en Viena, su padre era húngaro. Su padre era director de la casa de moneda imperial en Viena. Después de estudiar artes plásticas en Italia y en París, trabajó durante unos años como medallista en Viena. En 1856, fue galardonado con el Premio Imperial de Escultura austriaco, el comienzo de su distinguida carrera.
Después de un período de estudio en Inglaterra, tuvo tanto éxito como expositor en la Exposición Internacional 1862, que decidió dedicar más tiempo a bustos y estatuas, principalmente ecuestres. Se trasladó a vivir a Inglaterra en 1862 y se convirtió en un súbdito británico tres años después. Una estatua colosal de la reina Victoria, ejecutado en mármol (1869) para el castillo de Windsor, y el monumento del duque de Kent, en la capilla de San Jorge, fueron sus primeras grandes obras, resultando del gusto de sus clientes reales, lo que le otorgó el pleno favor de la corte. Se convirtió en miembro de la ARA en 1878, fue nombrado escultor ordinario en 1881 y fue elegido miembro de la Real Academia en 1882. En 1889 se le concedió un título nobiliario. 